# Conostomum macrotheca
Conostomum macrotheca är en bladmossart som beskrevs av Theodor Carl Karl Julius Herzog 1916. Conostomum macrotheca ingår i släktet Conostomum och familjen Bartramiaceae. Inga underarter finns listade i Catalogue of Life.